# Dermott Lennon
Dermott Lennon (Banbridge, Reino Unido, 12 de junio de 1969) es un jinete irlandés que compitió en la modalidad de salto ecuestre.
Ganó una medalla de oro en el Campeonato Mundial de Saltos Ecuestres de 2002 y una medalla de oro en el Campeonato Europeo de Saltos Ecuestres de 2001, ambas en la prueba por equipos.

## Palmarés internacional
| Campeonato Mundial | Campeonato Mundial            | Campeonato Mundial | Campeonato Mundial |
| Año                | Lugar                         | Medalla            | Categoría          |
| ------------------ | ----------------------------- | ------------------ | ------------------ |
| 2002               | Jerez de la Frontera (España) | Medalla de oro     | Individual         |
| Campeonato Europeo |                               |                    |                    |
| Año                | Lugar                         | Medalla            | Categoría          |
| 2001               | Arnhem (Países Bajos)         | Medalla de oro     | Por equipos        |